# Vicent Faubell Zapata
Vicent Faubell Zapata, (La Llosa, Plana Baixa 5 d'abril de 1932 – Madrid, 18 de juny de 2012) fou un escolapi valencià, historiador de l'educació i catedràtic de la Universitat Pontifícia de Salamanca.
Estudià paleografia, tècniques d'investigació històrica i estadística per a historiadors al Archivo Histórico Nacional espanyol i a la Fundación Universitaria (1971, 1977) i fou director del Departamento de Historia de la Educación de l'Instituto Calasanz de Ciencias de la Educación (ICCE) de Madrid entre 1967 i 1978.
Traslladat a Salamanca el 1978, s'incorporà a la Universitat Pontifícia d'aquella ciutat. D'on va ser catedràtic d'Història de l'Educació Moderna i Contemporània des de 1990.
Un dels principals objectius de la recerca històrica de Vicent Faubell fou la tasca educativa realitzada pels escolapis a través de les vicissituds socials i polítiques que l'orde ha viscut des de la seva arribada a terres hispàniques. Investigació que recollí en obres com Acción educativa de los escolapios en España (1733-1845). Així com sobre l'aportació educativa d'iniciatives d'altres col·lectius religiosos espanyols.
Fou vicepresident del Consell Administració de l'Associació Catòlica Internacional de Ciències de l'Educació entre 1990 i 1991.

## Obra
- Notas históricas sobre la libertad de enseñanza en España, Salamanca, Universidad Pontificia, 1987.
- Acción educativa de los escolapios en España (1733-1845), Madrid, Fundación Santa María, 1987.
- Antología pedagógica calasancia, Salamanca, Universidad Pontificia, 1988.
- Antología periodística calasancia, Salamanca, Ediciones Calasancias, 1988.